# Saint George’s
Saint George’s – stolica i główne miasto karaibskiego państwa Grenada położone na wyspie Grenada. Miasto ponadto jest stolicą parafii Saint George. 3908 mieszkańców (2001), aglomeracja 35 559 mieszkańców (2001).
Założone w 1650 przez Francuzów (pierwszych kolonizatorów wyspy). Miasto było stolicą brytyjskiej kolonii, obejmującej Wyspy Zawietrzne. Od 1974 roku stolica niepodległej Grenady. Przemysł spożywczy. Ośrodek turystyczny. Siedziba Muzeum Narodowego Grenady . Główny port morski kraju i międzynarodowe lotnisko.